# Bailey (Texas)
Bailey város az USA Texas államában, Fannin megyében. Lakosainak száma 220 fő (2020. április 1.).

## Népesség
A település népességének változása:

| 2010 | 289 |
| 2020 | 220 |